# Donorojo (Sempor)
Donorojo is een bestuurslaag in het regentschap Kebumen van de provincie Midden-Java, Indonesië. Donorojo telt 4029 inwoners (volkstelling 2010).